# Scenopinus japonicus
Scenopinus japonicus är en tvåvingeart som först beskrevs av Seguy 1920.  Scenopinus japonicus ingår i släktet Scenopinus och familjen fönsterflugor. Inga underarter finns listade i Catalogue of Life.